# هیستون اچ۴
هیستون اچ۴ (انگلیسی: Histone H4) یکی از ۵ پروتئین هیستون اصلی دخیل در ساختار کروماتینِ سلول‌های یوکاریوت‌هاست.
این پروتئین یک دومِین اصلی و یک دُم انتهایی نیتروژنی داشته و در ساختار نوکلئوزوم با یک نمایِ «تسبیح بر روی رشته» شرکت دارد. این پروتئین‌ها پس از بیان ژنی و ساخته‌شدن، به‌شدت اصلاح و پیرایش می‌شوند. برای مثال، انتهای نیتروژنی آن اَستیله و مِـتیله می‌شود. این تغییرات در نهایت ممکن است بیان ژنی آن بخش از دی‌ان‌ای را که با این قسمت از هیستون مرتبط است، تغییر دهد.
هیستون اچ۴ از اجزای مهم کروماتین است که در تنظیم درازمدت و دینامیک ژنی نقش دارد.